# Kommunalverfassungsbeschwerde
Als Kommunalverfassungsbeschwerde oder kommunale Verfassungsbeschwerde wird das den Gemeinden und Gemeindeverbänden in Deutschland eingeräumte Verfahren bezeichnet, in dem sie wegen einer Verletzung der Garantie der kommunalen Selbstverwaltung das Verfassungsgericht des jeweiligen Landes oder das Bundesverfassungsgericht anrufen können. Nicht zu verwechseln ist diese verfassungsrechtliche Streitigkeit mit einem Kommunalverfassungsstreit.

Die bundesrechtliche Regelung enthalten Art. 94 Abs. 1 Nr. 4 b GG, §§ 13 Nr. 8 a, 91 BVerfGG. Das BVerfGG trifft dabei nur in einzelnen Punkten eine eigenständige Regelung gegenüber der Individualverfassungsbeschwerde, soweit Sonderregelungen fehlen, sind die für die Individualverfassungsbeschwerde geltenden Normen anzuwenden.
Antragsberechtigt sind Gemeinden und Gemeindeverbände. Unter letztere fallen vor allem die Landkreise, daneben auch höhere Gemeindeverbände wie beispielsweise die Bezirke im Freistaat Bayern, nicht dagegen Zweckverbände. Als juristische Personen sind diese Körperschaften als solche nicht handlungs- und somit auch nicht prozessfähig, sondern bedürfen hierzu der Vertretung durch das nach dem Kommunalrecht des jeweiligen Landes hierfür zuständige Organ. Bei Gemeinden ist dies der Bürgermeister, bei Landkreisen der Landrat. Beschwerdegegenstand kann nur ein Gesetz sein. Dieses kann dem Bundes- oder dem Landesrecht angehören. Ausreichend ist ein Gesetz im materiellen Sinne. Als Beschwerdegrund kommt nur eine Verletzung des Rechts auf kommunale Selbstverwaltung in Betracht. Die Beschwerde ist schriftlich und mit einer Begründung versehen einzureichen. Da Beschwerdegegenstand ein Gesetz ist, ist sie innerhalb eines Jahres nach dessen Inkrafttreten zu erheben. Den Prüfungsmaßstab hat das BVerfG über Art. 28 Abs. 2 GG auf alle Normen des GG ausgedehnt, die "das verfassungsrechtliche Bild der Selbstverwaltung mitzubestimmen" geeignet sind. Wegen der beschränkten Antragsbefugnis, der fehlenden Grundrechtsqualität der Selbstverwaltungsgarantie – diese stellt kein Grundrecht, sondern lediglich eine institutionelle Garantie dar – und der Beschränkung des Beschwerdegegenstandes handelt es sich entgegen der Bezeichnung eigentlich nicht um eine Verfassungsbeschwerde im strengen dogmatischen Sinne, sondern um ein Normenkontrollverfahren eigener Art. 
Nach Art. 94 Abs. 1 Nr. 4 b GG, § 91 S. 2 BVerfGG ist die Kommunalverfassungsbeschwerde zum Bundesverfassungsgericht ausgeschlossen, soweit eine entsprechende Beschwerde beim Verfassungsgericht des Landes erhoben werden kann. Im Regelfall setzt eine Kommunalverfassungsbeschwerde zum Bundesverfassungsgericht also voraus, dass das Landesrecht eine Kommunalverfassungsbeschwerde zum Landesverfassungsgericht von vornherein nicht vorsieht. Eine Ausnahme gilt jedoch dann, wenn der Schutz des Landesverfassungsrechts hinter dem Schutz aus Art. 28 Abs. 2 GG zurückbleibt, etwa weil nach dem Landesrecht nur förmliche Gesetze, nicht aber Rechtsverordnungen oder andere Rechtsnormen mit Außenwirkung zum Gegenstand einer Kommunalverfassungsbeschwerde gemacht werden können, oder weil das Landesverfassungsrecht den Gemeinden keine eigene kommunale Selbstverwaltung gegenüber den Landkreisen zugesteht.